# نبردناو پاریس
نبردناو پاریس (به انگلیسی: French battleship Paris) یک کشتی بود که طول آن ۱۶۶ متر (۵۴۴ فوت ۷ اینچ) بود. این کشتی در سال ۱۹۱۲ ساخته شد.